# Avco
Aviation Corporation (Avco) est une holding spécialisée dans le secteur de l'aéronautique, filiale de Textron.

## Histoire
Aviation Corporation est fondée le 1er mars 1929 dans l'état du Delaware aux États-Unis. La holding acquiert plusieurs compagnies aériennes et détient des intérêts dans de nombreuses sociétés de l'aéronautique.
Plusieurs filiales de Avco fusionnent en 1930 pour donner American Airways, qui devient American Airlines en 1934. Avco acquiert les actifs aéronautiques, dont Lycoming Engines, de la Cord Corporation de Errett Cord en 1939.
La société se diversifie après la Seconde Guerre mondiale en investissant dans le domaine des machines agricoles et devient Avco Manufacturing Corporation en 1947. Avco change à nouveau de nom pour Avco Corporation en 1959.
La société exploite le site de l'usine de moteurs pour l'armée de Stratford (Connecticut) entre 1951 et 1994.
Avco investit également dans les médias avec Crosley Broadcasting Corporation (en) (diffusion), Embassy Pictures (cinéma), Avco Records (musique) ou encore Cartrivision (cassette vidéo).
Avco est acquis par Textron en 1985 pour un montant de 2,9 milliards de dollars. Lycoming Engines intègre ainsi le groupe Textron. Avco devient Textron Defense Systems puis Textron Systems.